# Semmelweis Egyetem Hallgatói Önkormányzat
A Semmelweis Egyetem Hallgatói Önkormányzat (SE HÖK) a Semmelweis Egyetem hallgatói érdekképviseletéért és szolgáltatásaiért felelős szervezete. A SE HÖK képviseli a hallgatók szavát az egyetemi bürokrácia zajában, felméri és megjeleníti az Egyetem, valamint annak vezetése felé a hallgatók véleményét; képviseli a hallgatóságot az egyetemi döntéshozó testületekben, tanácsot adnak az arra rászoruló diáktársaiknak, legyen szó tanulmányi vagy szociális kérdésekről. Évente több tucat rendezvényt szervezve igyekeznek színesíteni a hallgatói életet, melyek közül kiemelendő a nagy hagyománnyal rendelkező Gólyatábor, Gólyabál, Semmelweis Karnevál.

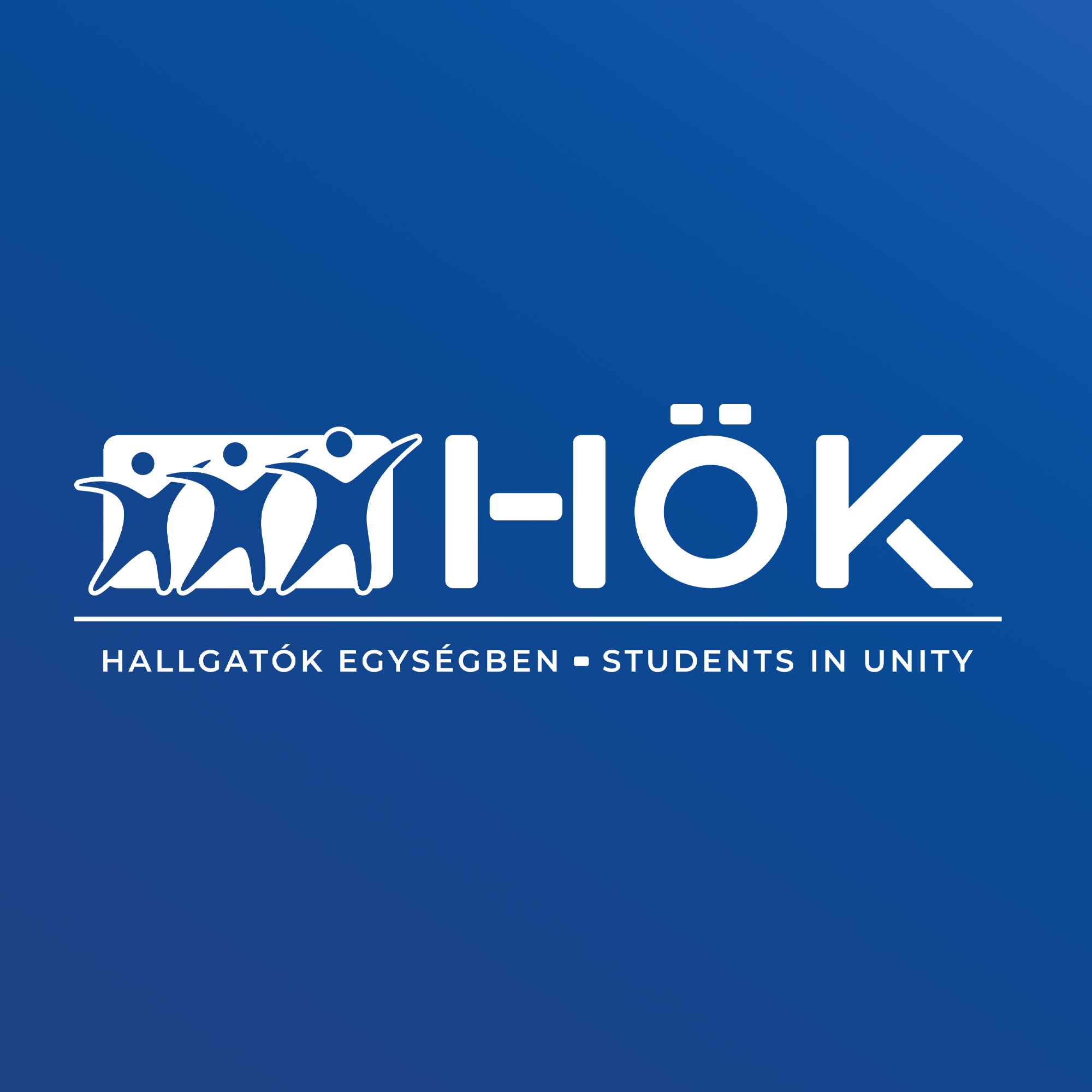
A Semmelweis Egyetem Hallgatói Önkormányzatának logója

A SE HÖK elnöke 2020 júniusától Tripolszky Bálint, az Általános Orvostudományi Kar hallgatója.

## Felépítése
A Hallgatói Önkormányzat legfontosabb testületei a Küldöttgyűlés és az Elnökség.
A Küldöttgyűlés a HÖK demokratikus alapon működő, legfőbb döntéshozó testülete, ahova választás útján kerülnek be tagjai. A Küldöttgyűlésben született döntések a HÖK kollektív véleményét jelentik, mely döntéseket a HÖK megfelelő képviselői az Egyetem többi szervezeti egysége felé is tolmácsolnak.
Az Elnökség tagjai a HÖK elnök és alelnökök, a kari vezetők, a bizottsági vezetők és elnöki megbízottak, valamint a titkár. Ők felelnek a HÖK állandó és időszakos feladatainak elvégzéséért, valamint az innovatív ötletek megfogalmazásáért is.
A szervezet 7 bizottsággal rendelkezik:
1. Kollégiumi bizottság
2. Kommunikációs bizottság
3. Külügyi bizottság
4. Média bizottság
5. Oktatási bizottság
6. Rendezvénybizottság
7. Szociális bizottság

A bizottsági vezetők a bizottság tagjaival együttműködve egy közös célért dolgoznak, rendezvények szervezését, a külföldi hallgatók képviseletét vagy éppen a kollégiumi hallgatói élet fejlesztését végzik. A kari vezetők és évfolyamképviselők révén a HÖK-ben az Egyetem mind a hat kara (ÁOK, EKK, ETK, FOK, GYTK, PAK) reprezentálja magát. Ők végzik az adott kar specifikus feladatait, képviselik a kar hallgatóit munkájuk során és a Kari Tanácsokban is.
2021-ben nagyjából 150 aktív taggal rendelkezett a szervezet.
A HÖK központi irodája a Nagyvárad téri Elméleti Tömbben (NET) található, de ezen kívül üzemeltetnek hallgatói irodát az Egészségtudományi Kar és a Gyógyszerésztudományi Kar épületében is. A szervezet diákcentrumot, tanuló- és társalgóhelyiséget is tart fenn a hallgatóknak.

## Öntevékeny Csoportok
A Semmelweis Egyetemen számos értékteremtő hallgatói öntevékeny csoport működik, melyek felett a Hallgatói Önkormányzat felügyeleti jogot gyakorol, valamint segíti munkájukat. Ezen felügyeleti jogát a Küldöttgyűlés által elfogadott, és a rektor által jóváhagyott szabályzat alapján gyakorolja.
2021 decemberében az alábbi hallgatói öntevékeny csoportok kerültek nyilvántartásba, váltak jogosulttá az Egyetemen közéleti tevékenységet végezni:
- Instruktor Öntevékeny Csoport (IÖCS)
- Budapesti Orvostanhallgatók Egyesülete (BOE)
- Magyar Gyógyszerészhallgatók Egyesülete (HuPSA)
- Magyar Fogorvostanhallgatók Egyesülete (MFHE)
- International Semmelweis Student Association (ISSA)
- Deutschsprachige Studentenvertretung Semmelweis (DSVS)[5]

## Zöld Egyetem Projekt
2021 elején a Semmelweis Egyetem Szenátusa egyhangúlag elfogadta a Hallgatói Önkormányzat által kidolgozott és Tripolszky Bálint, a Hallgatói Önkormányzat elnöke által előterjesztett Zöld Egyetem Projekt programtervét és az ezzel járó elvi elköteleződést a környezetvédelem irányába. A projekt lényege egyidejűleg a fenntarthatóságra való nevelés és az Egyetem és annak polgárainak ökológiai lábnyomának csökkentése. A projekt megvalósítása nagy népszerűségnek örvendve folyamatosan zajlik.

## COVID-19 járvány
A Semmelweis Egyetem Hallgatói Önkormányzata 2020 elejétől magára vállalta a COVID-19 járvány idején az egészségügyi hallgatók önkéntes munkáinak megszervezését a fekvőbeteg ellátó intézményekbe, valamint az Országos Mentőszolgálathoz szűrési munkára. A kormányhivatali kirendelések kapcsán a szervezet koordinátori szerepet töltött és tölt be, hogy az egyetem hallgatói számára segítséget nyújthasson. A járvány első 4 hulláma alatt közel 5.000 hallgató munkáját koordinálta a Hallgatói Önkormányzat.
A szervezési feladatokért Tripolszky Bálint, a Hallgatói Önkormányzat elnöke Magyar Családokért elismerő oklevélben, valamint Pro Universitate érdemrendben részesült.